# Neunhausen
Neunhausen é uma comuna do Luxemburgo, pertence ao distrito de Diekirch e ao cantão de Wiltz.

## Demografia
Dados do censo de 15 de fevereiro de 2001:
- população total: 249
  - homens: 130
  - mulheres: 119
- densidade: 21,01 hab./km²
- distribuição por nacionalidade:

| Nacionalidade  | População | %      |
| -------------- | --------- | ------ |
| luxemburgueses | 197       | 79,12% |
| estrangeiros   | 52        | 20,88% |
| - portugueses  |           | 0,00%  |
| - franceses    | 1         | 0,40%  |
| - italianos    | 4         | 1,61%  |
| - belgas       | 8         | 3,21%  |
| - alemães      | 2         | 0,80%  |
| - iuguslavos   | 26        | 10,44% |
| - outros       | 11        | 4,42%  |

- Crescimento populacional:

| Ano        | População |
| ---------- | --------- |
| 15/02/2001 | 249       |
| 01/01/2002 | 260       |
| 01/01/2003 | 244       |
| 01/01/2004 | 248       |
| 01/01/2005 | 253       |